# Guillermo Cáceres
Guillermo Alberto Cáceres Collao (*Concepción, 2 de agosto de 1956), ingeniero civil chileno, premio de Universidad y actual gerente de Prestotec
Cursó la enseñanza media en el Colegio Salesianos de Concepción. Estudió Ingeniería Civil en la Universidad de Concepción. Alcalde de Penco del 1989 al 1992, y luego el 2004 al 2008convirtiéndose nuevamente en alcalde democráticamente. Gerente de Prestotec ltda y dueño de la psicultura Sta Teresa comuna TUCAPEL.

## Historial electoral
Elecciones de Alcaldes 2008 (Penco) 
| Candidato                    | Partido                   | Votos                     | %     | Resultado |
| Guillermo Cáceres Collao     | Ind. Alianza por Chile    | 0                         | 37,66 | Alcalde   |
| Gabriel Albistur Gómez       | Candidatura Independiente | 0\|bgcolor=#FFE8E8\|26,90 |       |           |
| Justo Inzunza Habach         | Candidatura Independiente | 0                         | 16,87 |           |
| Saiden Espinoza Neira        | PS                        | 0\|bgcolor=#FFE8E8\|14,31 |       |           |
| Julio Alberto Méndez Briones | Ind. Juntos Podemos Más   | 928                       | 4,23  |           |

Elecciones de Alcaldes 2004 (Penco) 
| Candidato                     | Partido                 | Votos  | %     | Resultado |
| Guillermo Cáceres Collao      | Ind. Alianza por Chile  | 10 875 | 50,16 | Alcalde   |
| Ramón Fuentealba Hernández    | PDC                     | 9027   | 41,63 |           |
| Carlos Hernán Constanzo Muñoz | Ind. Juntos Podemos Más | 1780   | 8,21  |           |